# Новак, Джони
Джо́ни Но́вак (словен. Džoni Novak; 4 сентября 1969, Любляна) — словенский футболист, полузащитник.
Новак был представителем «золотого поколения» словенского футбола. Являлся игроком середины поля. Летом 2000 года принял участие в чемпионате Европы в Бельгии и Голландии. Словения тогда проиграла Испании — 1:2, разошлась миром с Югославией — 3:3 и сыграла вничью с Норвегией — 0:0.
Летом 2002 года был в составе сборной Словении на Кубке мира. Словения проиграла все три встречи: Испании — со счётом 1:3, Южной Африке — 0:1 и Парагваю — 1:3.